# Ха Сок Чу
Ха Сок Чу (кор. 하석주, нар. 20 лютого 1968, Хамян) — південнокорейський футболіст, що грав на позиції півзахисника за декілька корейських і японських клубних команд, а також за національну збірну Південної Кореї. По завершенні ігрової кар'єри — тренер.

## Клубна кар'єра
Народився 20 лютого 1968 року в місті Хамян. Займався футболом за університетську команду Університету Аджу.
1990 року прийняв пропозицію продовжити виступи на футбольному полі на професійному рівні і уклав контракт з клубом «Деу Ройялс», в якому провів вісім сезонів, взявши участь у 158 матчах чемпіонату. Більшість часу, проведеного у складі «Деу Роялс», був основним гравцем команди і двічі здобув титул  чемпіона Південної Кореї. 
Згодом з 1998 по 2000 рік грав у Японії у складі «Сересо Осака» та «Віссел» (Кобе).
2001 року повернувся на батьківщину, перейшовши до «Пхохан Стілерс», за команду якого відіграв три сезони. Граючи у складі «Пхохан Стілерс» також здебільшого виходив на поле в основному складі команди. Завершив професійну кар'єру футболіста виступами за команду «Пхохан Стілерс» у 2003 році.

## Виступи за збірну
1991 року дебютував в офіційних матчах у складі національної збірної Південної Кореї.
У складі збірної був учасником двох чемпіонатів світу з футболу — 1994 року в США та  1998 року у Франції, на кожному з яких провів по дві гри на групових етапах. На першості 1998 року відкрив рахунок на 27-ій хвилині гри проти команди Мексики, однак за декілька хвилин був вилучений з поля, після чого його команда, залишившись у меншості, пропустила три голи.
У складі збірної також був учасником кубка Азії з футболу 1996 року в ОАЕ, кубка Азії з футболу 2000 року в Лівані, на якому команда здобула бронзові нагороди, а також розіграшу Кубка конфедерацій 2001 року в Японії і Південній Кореї.
Загалом протягом кар'єри в національній команді, яка тривала 11 років, провів у її формі 93 матчі, забивши 23 голи.

## Кар'єра тренера
Розпочав тренерську кар'єру відразу ж по завершенні кар'єри гравця, 2003 року, увійшовши до тренерського штабу клубу «Пхохан Стілерс», де пропрацював до 2004 року. Згодом був помічником головних тренерів клубів «Кьоннам» та «Чоннам Дрегонс».
Перший досвід самостійної тренерської роботи отримав 2011 року в університетській команді рідного Університету Аджу. Згодом протягом 2012–2014 років тренував  «Чоннам Дрегонс», після чого повернувся до роботи на університетському рівні.
| Дата       | Місто        | Господарі      | Результат               | Гості             | Турнір                        | Голи | Примітки |
| ---------- | ------------ | -------------- | ----------------------- | ----------------- | ----------------------------- | ---- | -------- |
| 9-6-1991   | Теджон       | Південна Корея | 3 – 0                   | Індонезія         | Кубок Президента 1991         | 1    |          |
| 11-6-1991  | Кванджу      | Південна Корея | 1 – 1                   | Мальта            | Кубок Президента 1991         | 1    | 55'      |
| 14-6-1991  | Сеул         | Південна Корея | 0 – 0 д.ч. (4 – 3 п.п.) | Австралія         | Кубок Президента 1991         | -    | 72'      |
| 16-6-1991  | Сеул         | Південна Корея | 2 – 0                   | Єгипет            | Кубок Президента 1991         | 2    |          |
| 27-7-1991  | Нагасакі     | Японія         | 0 – 1                   | Південна Корея    | Щорічна гра Корея-Японія      | 1    |          |
| 22-8-1992  | Пекін        | Південна Корея | 0 – 0                   | Японія            | Кубок Династії 1992           | -    |          |
| 24-8-1992  | Пекін        | Північна Корея | 1 – 1                   | Південна Корея    | Кубок Династії 1992           | -    |          |
| 26-8-1992  | Пекін        | КНР            | 0 – 2                   | Південна Корея    | Кубок Династії 1992           | -    | 67'      |
| 29-8-1992  | Пекін        | Японія         | 2 – 2 д.ч. (4 – 2 п.п.) | Південна Корея    | Кубок Династії 1992           | -    | 27'      |
| 25-4-1993  | Чханвон      | Південна Корея | 1 – 1                   | Ірак              | товариський матч              | -    |          |
| 28-4-1993  | Ульсан       | Південна Корея | 2 – 2                   | Ірак              | товариський матч              | 1    | 50'      |
| 9-5-1993   | Бейрут       | Бахрейн        | 0 – 0                   | Південна Корея    | Відбір до ЧС 1994             | -    |          |
| 11-5-1993  | Бейрут       | Ліван          | 0 – 1                   | Південна Корея    | Відбір до ЧС 1994             | 1    |          |
| 13-5-1993  | Бейрут       | Індія          | 0 – 3                   | Південна Корея    | Відбір до ЧС 1994             | 1    |          |
| 15-5-1993  | Бейрут       | Гонконг        | 0 – 3                   | Південна Корея    | Відбір до ЧС 1994             | 1    |          |
| 5-6-1993   | Сеул         | Південна Корея | 4 – 1                   | Гонконг           | Відбір до ЧС 1994             | 1    |          |
| 7-6-1993   | Сеул         | Південна Корея | 2 – 0                   | Ліван             | Відбір до ЧС 1994             | 1    |          |
| 9-6-1993   | Сеул         | Південна Корея | 7 – 0                   | Індія             | Відбір до ЧС 1994             | 1    |          |
| 13-6-1993  | Сеул         | Південна Корея | 3 – 0                   | Бахрейн           | Відбір до ЧС 1994             | -    |          |
| 19-6-1993  | Сеул         | Південна Корея | 1 – 2                   | Єгипет            | Кубок Президента 1993         | -    |          |
| 28-6-1993  | Сеул         | Південна Корея | 0 – 1                   | Єгипет            | Кубок Президента 1993         | -    | 46'      |
| 16-10-1993 | Доха         | Іран           | 0 – 3                   | Південна Корея    | Відбір до ЧС 1994             | 1    |          |
| 19-10-1993 | Доха         | Ірак           | 2 – 2                   | Південна Корея    | Відбір до ЧС 1994             | -    | 70'      |
| 22-10-1993 | Доха         | Південна Корея | 1 – 1                   | Саудівська Аравія | Відбір до ЧС 1994             | -    | 71'      |
| 25-10-1993 | Доха         | Японія         | 1 – 0                   | Південна Корея    | Відбір до ЧС 1994             | -    | 41'      |
| 28-10-1993 | Доха         | Південна Корея | 3 – 0                   | Північна Корея    | Відбір до ЧС 1994             | 1    | 55' 83'  |
| 16-2-1994  | Чханвон      | Південна Корея | 1 – 2                   | Румунія           | товариський матч              | -    |          |
| 26-2-1994  | Лос-Анджелес | Колумбія       | 2 – 2                   | Південна Корея    | товариський матч              | -    | 60'      |
| 12-3-1994  | Фуллертон    | США            | 1 – 1                   | Південна Корея    | товариський матч              | -    | 46'      |
| 1-5-1994   | Сеул         | Південна Корея | 2 – 2                   | Камерун           | товариський матч              | -    | 53'      |
| 4-5-1994   | Чханвон      | Південна Корея | 2 – 1                   | Камерун           | товариський матч              | -    | 60'      |
| 5-6-1994   | Бостон       | Еквадор        | 2 – 1                   | Південна Корея    | товариський матч              | -    | 65'      |
| 11-6-1994  | Даллас       | Гондурас       | 0 – 3                   | Південна Корея    | товариський матч              | -    | 81'      |
| 17-6-1994  | Даллас       | Іспанія        | 2 – 2                   | Південна Корея    | ЧС 1994 - 1-й етап            | -    | 74'      |
| 23-6-1994  | Фоксборо     | Південна Корея | 0 – 0                   | Болівія           | ЧС 1994 - 1-й етап            | -    | 67'      |
| 11-9-1994  | Каннин       | Південна Корея | 1 – 0                   | Україна           | товариський матч              | -    | 72'      |
| 13-9-1994  | Сеул         | Південна Корея | 2 – 0                   | Україна           | товариський матч              | -    |          |
| 19-9-1994  | Сеул         | Південна Корея | 0 – 0                   | ОАЕ               | товариський матч              | -    | 71'      |
| 1-10-1994  | Ономіті      | Південна Корея | 11 – 0                  | Непал             | Азійські ігри 1994            | 2    |          |
| 5-10-1994  | Хіросіма     | Південна Корея | 2 – 1                   | Оман              | Азійські ігри 1994            | -    | 46'      |
| 11-10-1994 | Хіросіма     | Японія         | 2 – 3                   | Південна Корея    | Азійські ігри 1994            | -    | 14'      |
| 13-10-1994 | Хіросіма     | Узбекистан     | 1 – 0                   | Південна Корея    | Азійські ігри 1994            | -    |          |
| 15-10-1994 | Хіросіма     | Кувейт         | 2 – 1                   | Південна Корея    | Азійські ігри 1994            | -    |          |
| 5-6-1995   | Сувон        | Південна Корея | 1 – 0                   | Коста-Рика        | Кубок Президента 1995         | -    |          |
| 10-6-1995  | Сеул         | Південна Корея | 2 – 3                   | Замбія            | Кубок Президента 1995         | -    |          |
| 13-3-1996  | Загреб       | Хорватія       | 3 – 0                   | Південна Корея    | товариський матч              | -    | 79'      |
| 19-3-1996  | Дубай        | ОАЕ            | 3 – 2                   | Південна Корея    | Кубок Emirates 1996           | -    | 67'      |
| 23-3-1996  | Дубай        | Марокко        | 2 – 2                   | Південна Корея    | Кубок Emirates 1996           | -    |          |
| 30-4-1996  | Тель-Авів    | Ізраїль        | 4 – 5                   | Південна Корея    | товариський матч              | -    |          |
| 16-5-1996  | Сеул         | Південна Корея | 0 – 2                   | Швеція            | товариський матч              | -    | 63'      |
| 25-9-1996  | Сеул         | Південна Корея | 3 – 1                   | КНР               | Щорічна гра Корея-Китай       | 1    |          |
| 23-11-1996 | Сувон        | Південна Корея | 4 – 1                   | Колумбія          | товариський матч              | -    | 56'      |
| 26-11-1996 | Ґуанчжоу     | КНР            | 2 – 3                   | Південна Корея    | Щорічна гра Корея-Китай       | -    | 26'      |
| 4-12-1996  | Абу-Дабі     | ОАЕ            | 1 – 1                   | Південна Корея    | Кубок Азії 1996 - 1-й етап    | -    |          |
| 7-12-1996  | Абу-Дабі     | Південна Корея | 4 – 2                   | Індонезія         | Кубок Азії 1996 - 1-й етап    | -    |          |
| 10-12-1996 | Абу-Дабі     | Кувейт         | 2 – 0                   | Південна Корея    | Кубок Азії 1996 - 1-й етап    | -    | 55'      |
| 16-12-1996 | Дубай        | Південна Корея | 2 – 6                   | Іран              | Кубок Азії 1996 - чвертьфінал | -    |          |
| 18-1-1997  | Мельбурн     | Південна Корея | 1 – 0                   | Норвегія          | Турнір Opus                   | -    | 63'      |
| 22-1-1997  | Брисбен      | Австралія      | 2 – 1                   | Південна Корея    | Турнір Opus                   | 1    |          |
| 25-1-1997  | Сідней       | Південна Корея | 3 – 1                   | Нова Зеландія     | Турнір Opus                   | -    | 65'      |
| 2-3-1997   | Бангкок      | Таїланд        | 1 – 3                   | Південна Корея    | Відбір до ЧС 1998             | 1    | 79'      |
| 23-4-1997  | Пекін        | КНР            | 0 – 2                   | Південна Корея    | Щорічна гра Корея-Китай       | -    | 61'      |
| 12-6-1997  | Сеул         | Південна Корея | 3 – 1                   | Єгипет            | Кубок Кореї 1997              | 1    |          |
| 14-6-1997  | Сувон        | Південна Корея | 3 – 0                   | Гана              | Кубок Кореї 1997              | -    | ?'       |
| 16-6-1997  | Сеул         | Південна Корея | 1 – 1                   | Югославія         | Кубок Кореї 1997              | -    |          |
| 10-8-1997  | Сеул         | Південна Корея | 1 – 2                   | Бразилія          | товариський матч              | -    |          |
| 24-8-1997  | Тегу         | Південна Корея | 4 – 1                   | Таджикистан       | товариський матч              | -    | 69'      |
| 30-8-1997  | Сеул         | Південна Корея | 0 – 0                   | КНР               | Щорічна гра Корея-Китай       | -    |          |
| 6-9-1997   | Сеул         | Південна Корея | 3 – 0                   | Казахстан         | Відбір до ЧС 1998             | -    | 60'      |
| 12-9-1997  | Сеул         | Південна Корея | 2 – 1                   | Узбекистан        | Відбір до ЧС 1998             | -    |          |
| 28-9-1997  | Токіо        | Японія         | 1 – 2                   | Південна Корея    | Відбір до ЧС 1998             | -    |          |
| 4-10-1997  | Сеул         | Південна Корея | 3 – 0                   | ОАЕ               | Відбір до ЧС 1998             | 1    |          |
| 11-10-1997 | Алмати       | Казахстан      | 1 – 1                   | Південна Корея    | Відбір до ЧС 1998             | -    |          |
| 18-10-1997 | Ташкент      | Узбекистан     | 1 – 5                   | Південна Корея    | Відбір до ЧС 1998             | -    |          |
| 1-11-1997  | Сеул         | Південна Корея | 0 – 2                   | Японія            | Відбір до ЧС 1998             | -    |          |
| 9-11-1997  | Абу-Дабі     | ОАЕ            | 1 – 3                   | Південна Корея    | Відбір до ЧС 1998             | -    | 58'      |
| 1-4-1998   | Сеул         | Південна Корея | 2 – 1                   | Японія            | товариський матч              | -    |          |
| 19-5-1998  | Сеул         | Південна Корея | 0 – 0                   | Ямайка            | товариський матч              | -    | 46'      |
| 27-5-1998  | Сеул         | Південна Корея | 2 – 2                   | Чехія             | товариський матч              | -    | 46'      |
| 4-6-1998   | Сеул         | Південна Корея | 1 – 1                   | КНР               | Щорічна гра Корея-Китай       | -    | 63'      |
| 13-6-1998  | Ліон         | Південна Корея | 1 – 3                   | Мексика           | ЧС 1998 - 1-й етап            | 1    | 30'      |
| 25-6-1998  | Париж        | Бельгія        | 1 – 1                   | Південна Корея    | ЧС 1998 - 1-й етап            | -    |          |
| 28-3-1999  | Сеул         | Південна Корея | 1 – 0                   | Бразилія          | товариський матч              | -    |          |
| 5-6-1999   | Сеул         | Південна Корея | 1 – 2                   | Бельгія           | товариський матч              | -    | 39'      |
| 26-4-2000  | Сеул         | Південна Корея | 1 – 0                   | Японія            | товариський матч              | 1    |          |
| 4-10-2000  | Абу-Дабі     | ОАЕ            | 1 – 1 д.ч. (3 – 2 п.п.) | Південна Корея    | Кубок LG                      | -    | 46'      |
| 17-10-2000 | Триполі      | Південна Корея | 0 – 1                   | Кувейт            | Кубок Азії 2000 - 1-й етап    | -    | 46'      |
| 23-10-2000 | Триполі      | Іран           | 1 – 2 д.ч.              | Південна Корея    | Кубок Азії 2000 - чвертьфінал | -    | 68'      |
| 26-10-2000 | Бейрут       | Південна Корея | 1 – 2                   | Саудівська Аравія | Кубок Азії 2000 - півфінал    | -    | 40'      |
| 24-4-2001  | Каїр         | Південна Корея | 1 – 0                   | Іран              | Кубок LG                      | -    |          |
| 26-4-2001  | Каїр         | Єгипет         | 1 – 2                   | Південна Корея    | Кубок LG                      | 1    | 59'      |
| 25-5-2001  | Сувон        | Південна Корея | 0 – 0                   | Камерун           | товариський матч              | -    | 70'      |
| 30-5-2001  | Тегу         | Франція        | 5 – 0                   | Південна Корея    | Кубок Конфедерацій            | -    | 76'      |
| Усього     |              | Матчів         | 93                      |                   | Голів                         | 23   |          |

## Титули і досягнення
- Чемпіон Південної Кореї (2):

«Деу Ройялс»: 1991, 1997
- Бронзовий призер Кубка Азії: 2000